# آيت توغاش (آيت عياش)
آيت توغاش هي إحدى مشيخات المملكة المغربية، تتبع جغرافيا لإقليم ميدلت وإداريًا لآيت عياش. يقدر عدد سكانها بـ 1352 نسمة حسب الإحصاء الرسمي للسكان والسكنى لسنة 2004.